# Eddie Machen
Edward Mills Machen, noto come Eddie Machen (Redding, 15 luglio 1932 – San Francisco, 8 agosto 1972), è stato un pugile statunitense, contendente al titolo mondiale WBA dei pesi massimi nel 1965 e avversario di Sonny Liston e Joe Frazier. Durante la sua carriera ha affrontato tutti i migliori pesi massimi della seconda metà degli anni cinquanta e degli anni sessanta tranne Muhammad Ali.

## Biografia

### Carriera
Professionista dal 1955, ha subito infilato una serie di 24 incontri consecutivi, tutti vinti. Tra essi, la duplice vittoria ai punti sull’ex campione del mondo dei pesi mediomassimi Joey Maxim, al limite della categoria superiore. Dopo aver pareggiato con Zora Folley, Machen subì la prima sconfitta in una sorta di semifinale mondiale con il campione d'Europa Ingemar Johansson che lo batté per KO dopo tre atterramenti nei soli 2:16 della prima ripresa. L'unico round di questo incontro fu dichiarato "round dell'anno" dalla rivista specializzata statunitense Ring Magazine. L'anno dopo cedette ai punti da Zora Folley che, grazie a questo successo fu collocato alla fine dell'anno al n. 1 tra gli sfidanti al titolo mondiale ora detenuto proprio da Johansson.
Machen combatté un ottimo match il 7 settembre 1960 contro il terribile Sonny Liston che aveva appena messo KO al terzo round Zora Folley, subentrandogli come sfidante n. 1 al titolo mondiale che Floyd Patterson aveva strappato a Johansson. Machen perse da Liston soltanto ai punti in dodici riprese, con un margine compreso tra i due e i sette punti. Quattro anni dopo, in occasione del primo match Liston-Clay, nel quale Clay combatté un paio di round con la vista irritata da una misteriosa sostanza, Machen accusò i secondi di Liston fare un uso deliberato di sostanze illegali al fine di accecare gli avversari. «Mi capitò la stessa cosa quando affrontai Liston nel 1960 - dichiarò Machen - Pensai che gli occhi mi stessero prendendo fuoco, e Liston sembrava sapere benissimo cosa mi stava accadendo». In ogni caso, Machen è passato alla storia come il pugile che ha costretto Liston a rimanere sul ring per il maggior numero di riprese nella sua carriera.
Il 7 luglio 1961 perse di un solo punto al limite delle 10 riprese contro Harold Johnson, appena detronizzato dal trono assoluto dei mediomassimi e meno pesante di cinque kg  . Batté poi Brian London e inferse la prima sconfitta a Doug Jones, il  2 dicembre 1961, ai punti in dieci riprese. Con tale vittoria salì al numero 2 degli sfidanti al titolo mondiale dei pesi massimi, preceduto in graduatoria soltanto da Liston. Quando questi conquistò la corona mondiale a spese di Floyd Patterson, tuttavia, Liston preferì evitare di mettere in palio il suo titolo con Machen e attese di conoscere il vincitore del match tra Jones e Clay che, tra l’altro, fu dichiarato match dell'anno 1963. Fu quindi Clay a sfidare Liston e a strappargli la cintura mondiale dei pesi massimi, nel 1964. 
Nel frattempo Machen strappò un pari al quotato Cleveland Williams ma perse ai punti dall'ex campione del mondo Floyd Patterson, il 5 luglio 1964, in terra svedese.  Patterson combatté poi e vinse la semifinale mondiale con il canadese George Chuvalo (match dell'anno 1965 secondo la rivista Ring Magazine) conseguendo il diritto a sfidare il nuovo campione del mondo Muhammad Ali (Cassius Clay), riconosciuto allora soltanto dalla WBC. La WBA, invece, che in precedenza aveva dichiarato decaduto Ali, allestì un match tra Machen ed Ernie Terrell per l'attribuzione della cintura. Il 5 marzo 1965, a Chicago, Terrell – più alto di 15 cm – batté ai punti Eddie Machen che, ormai trentaduenne, perse definitivamente la chance di diventare campione del mondo dei pesi massimi.
Machen combatté ancora nove mach con sole tre vittorie, un pari e cinque sconfitte. Tra gli avversari affrontati, il campione d'Europa Karl Mildenberger, da cui perse ai punti in terra germanica. Batté l'astro nascente Jerry Quarry ai punti in dieci riprese ma fu sconfitto dal campione olimpico di Tokyo 1964 Joe Frazier per Knock-out tecnico all'inizio del decimo ed ultimo round. Il 26 maggio 1967, a trentacinque anni, dopo l'ultima sconfitta contro un altro non irresistibile avversario, appese i guantoni al chiodo.

### La morte
Eddie Machen è morto l'8 agosto 1972 a soli quarant'anni d'età, nella casa in cui abitava, in circostanze mai chiarite così come era accaduto ai suoi avversari Zora Folley e Sonny Liston, rispettivamente un mese e diciassette mesi prima.